# Regiment
El regiment és una unitat militar dins els exèrcits de terra i està format per la suma de 2 o més batallons sota el comandament d'un coronel.
Es considera que el regiment és una unitat militar que va originar-se a Itàlia a final del segle xvi, quan els exèrcits van evolucionar de comitives que seguien els cavallers, a estructures militars formalment organitzades i permanents. Els regiments rebien el nom dels coronels al comandament, i es dissolien al final de la campanya o de guerra, en la que el coronel i el seu regiment poden ser contractats i servir a diversos monarques o països.
En 1704, Felip V de Castella va ordenar la reorganització de l'exèrcit: els terços espanyols van perdre el seu nom passant a ser anomenats segons la norma francesa, regiment, inicialment amb un batalló, i dos a partir de 1706 de dos, i els mestres de camp van ser bandejats per donar lloc als anomenats colonel (coronel).

## Regiments històrics

### Regiments històrics catalans
- Regiment de Reials Guàrdies Catalanes
- Regiment Nostre Senyora del Roser
- Regiment de la Ciutat de Barcelona
- Regiment de la Generalitat de Catalunya
- Regiment de Mataró